# Bürgerschaftswahl in Bremen 1947
- KPD: 10
- SPD: 46
- BDV: 15
- FDP: 2
- CDU: 24
- DP: 3

Die Bürgerschaftswahl in Bremen 1947 war die zweite Wahl zur Bürgerschaft im am 1. Januar 1947 gegründeten Land Freie Hansestadt Bremen. Sie fand am 12. Oktober 1947 statt.

## Ergebnis
Die Wahlbeteiligung lag bei 67,8 Prozent. Die SPD in Bremen verteidigte ihre Stellung als stärkste Partei und setzte die Koalition mit der BDV unter Bürgermeister Wilhelm Kaisen im Senat Kaisen III fort.
| Partei         | Land Bremen | Land Bremen | Land Bremen         | Stadt Bremen | Stadt Bremen | Stadt Bremen        | Bremerhaven | Bremerhaven | Bremerhaven         |
| Partei         | Stimmen     | Prozent     | Sitze (Veränderung) | Stimmen      | Prozent      | Sitze (Veränderung) | Stimmen     | Prozent     | Sitze (Veränderung) |
| -------------- | ----------- | ----------- | ------------------- | ------------ | ------------ | ------------------- | ----------- | ----------- | ------------------- |
| SPD            | 91.235      | 41,7        | 46 (−15)            | 73.855       | 40,4         | 36 (−15)            | 17.380      | 48,0        | 10 (±0)             |
| CDU            | 48.118      | 22,0        | 24 (+9)             | 41.999       | 23,0         | 21 (+9)             | 6.119       | 16,9        | 3 (±0)              |
| BDV            | 30.541      | 14,0        | 15 (+3)             | 30.106       | 16,5         | 15 (+3)             | 435         | 1,2         | –                   |
| KPD            | 19.290      | 8,8         | 10 (+6)             | 15.743       | 8,6          | 8 (+5)              | 3.547       | 9,8         | 2 (+1)              |
| FDP            | 11.998      | 5,4         | 2 (+1)              | 8.552        | 4,7          | –                   | 3.446       | 9,5         | 2 (+1)              |
| DP             | 8.442       | 3,9         | 3 (+2)              | 3.124        | 1,7          | –                   | 5.318       | 14,7        | 3 (+2)              |
| RSF            | 2.410       | 1,1         | -                   | 2.410        | 1,3          | –                   | –           | –           | –                   |
| Einzelbewerber | 6.824       | 3,1         | -                   | 6.824        | 3,7          | –                   | –           | –           | –                   |

Veränderung der Sitze im Vergleich zur Wahl in der Stadt Bremen am 13. Oktober 1946 bzw. zu den vom Stadtrat von Bremerhaven gewählten Abgeordneten.